# ولودیمیر شپیلیف
ولودیمیر شپیلیف (اوکراینی: Володимир Андрійович Шепелєв؛ زادهٔ ۱ ژوئن ۱۹۹۷) بازیکن فوتبال اهل اوکراین است.
از باشگاه‌هایی که در آن بازی کرده‌است می‌توان به باشگاه فوتبال دینامو کی‌یف اشاره کرد.
وی همچنین در تیم‌های ملی فوتبال Ukraine national under-16 football team, Ukraine national under-17 football team, Ukraine national under-18 football team, Ukraine national under-19 football team، زیر ۲۰ سال اوکراین، و اوکراین بازی کرده‌است.